# 로드 밀번
로드니 ("로드") 밀번 주니어(Rodney ("Rod") Milburn, Jr., 1950년 5월 18일 ~ 1997년 11월 11일)은 미국의 허들 선수로 1972년 뮌헨 올림픽 110m 허들 금메달리스트였다.
루이지애나주 오플루서스에서 태어난 밀번은 27개의 연속적 허들 결승전들을 우승한 후, 서던 대학교에서 수학하면서 배턴루지 TC 소속으로 7번째와 10번째 장애물을 치면서 3위를 한 후, 1972년 결승 선발 시합에서 잡아 떼어졌다.
그는 13.24초의 세계 신기록과 함께 올림픽 타이틀을 차지하면서 빠르게 보상들을 만들고, 그러고나서 1975년 4월 프로 경주에서 50m에 리언 콜먼에게 패할 때까지 31개의 승리를 거두었다.
밀번은 AAU와 NCAA 타이틀을 두번이나 우승하고, 1971년 팬아메리칸 게임 챔피언이었다. 거기서 그는 동메달을 딴 400m 릴레이 팀에 있기도 하였다. 그해 실외 AAU를 우승하면서 그는 120 야드 허들을 위한 정식으로 13초를 달린 첫 선수가 되었다.
1997년 포트허드슨에 있는 종이 공장에서 일하는 동안에 소듐 염소산염 열기에 의하여 압도된 후 사망하였다.